# كورمي
كورمي (بالإنجليزية: Kurmi ،Kunbi)‏، وهي مجموعة هندية زراعية JATI (المجتمع) تتمركز في الهند وتتواجد في النيبال.
وهي تشكل جزءاً هاماً من السكان الزراعيين في الأجزاء الوسطى والشرقية من ولاية «أوتار براديش».

## تأثيل وتأصيل كلمة كورمي
هناك عدة نظريات حول أصل كلمة كورمي Kurmi. هناك من يرى أنها قد تكون مشتقة من لغة القبائل الهندية القديمة، أو قد يكون «كوشي كارمي» (krishi karmi) كمصطلح مركب التي تعني في الكتابة السنسكريتية الكرمي، «زراعي» أو المزارع أو رجل مزارع. وهذا المصطلح يحمل نظرية أخرى التي كانت مشتقة من kṛṣmi كورسمي، ومعناها «الإنسان الحارث».

## اللغة السائدة
ارتبط اسم المجموعة مع كونبي Kunbi، على الرغم من أن بعض العلماء يختلفون حول ما إذا كان المصطلحان مترادفان.
في عام 2006، أعلنت الحكومة الهندية أن كورمي Kurmi اعتبر مرادفا لطبقات كونبي Kunbi ويلاّم Yellam في ولاية ماهاراشترا.
اللغة الكورمالية مرتبطة بشكل عام بالمجموعات العرقية الهندية (كورمي Kurmi) و (كودومي Kudumi) و (ماهاتو Mahato)، و (ماهانتا Mahanta) و (موهانتا Mohanta). والمجموعات السكنية الكورومية المتواجدة بجهارخاند، وأوديشا وولاية البنغال الغربية كما يتحدث بها يشكل مركز مجموعات «كورومي» بولاية أسام الهندية.